# Stele von Kayseri

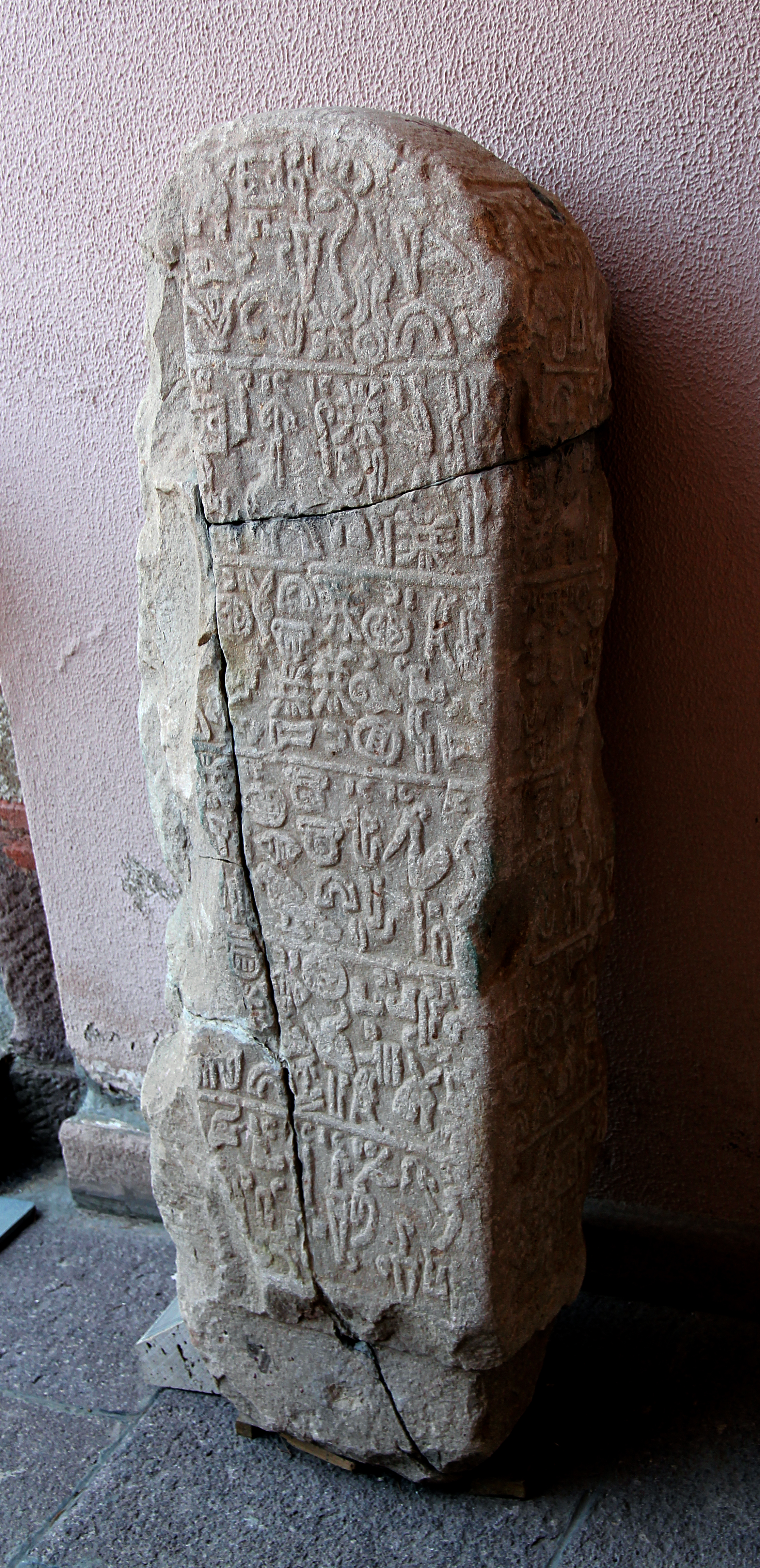
Stele Kayseri Rückseite

Die Stele von Kayseri ist ein späthethitisches Monument aus der Zentraltürkei mit einer Inschrift in luwischen Hieroglyphen auf allen vier Seiten. Die Stele befindet sich heute im Museum für anatolische Zivilisationen in Ankara. Sie wird in die zweite Hälfte des 8. Jahrhunderts v. Chr. datiert und dem Reich von Tabal zugeordnet.

## Forschungsgeschichte
Als Erster sah 1925 Yohanan Lewy die Stele im Hof des Hauses von Yahya Bey Zade Kadir in Kayseri und berichtete darüber 1927 im Archiv für Orientforschung. Der polnisch-US-amerikanische Altorientalist Ignace Gelb erhielt 1935 die Information, dass die Stele sich lange Zeit in dem Haus befunden habe, aber 1932 nach Ankara gebracht worden war, wo sie mit anderen Altertümern im Augustustempel aufbewahrt wurde. Er nahm sie mit der Nummer 38 in sein Sammelwerk Hittite Hieroglyphic Monuments auf. Bearbeitungen des Textes lieferten Bedřich Hrozný,  1936, Piero Meriggi 1957 und John David Hawkins 2000 in seinem Corpus of Hieroglyphic Luwian Inscriptions.

## Beschreibung
Der Sandsteinblock mit einem runden oberen Abschluss hat eine Höhe von 1,24 Metern, eine Breite von 43 und eine Dicke von 25 Zentimetern. Am unteren Ende ist eine Art Zapfen erhalten, der darauf deutet, dass die Stele in einer Basis aufgestellt war. Sie ist mit einer sechszeiligen Inschrift im Hochrelief mit einer Zeilenhöhe von 16 Zentimetern rundum beschrieben. Der Text beginnt im rechten oberen Eck der Vorderseite, verläuft im Uhrzeigersinn um die Stele, um sich bustrophedon fortzusetzen. Das Ende ist wiederum in der rechten unteren Ecke der Vorderseite. Die Vorderseite wurde in späterer Zeit in Teilen geglättet, der Text wurde mit einem großen Malteserkreuz mit Basis und mehreren kleinen Kreuzen überdeckt. Die Seitenflächen sind stark zerstoßen, sodass die Inschrift insgesamt nur sehr bruchstückhaft zu lesen ist. Sie beginnt mit einer Widmung für den Gott, wobei der Gott nicht genannt wird und der Name des Widmenden einschließlich seiner Abstammung nicht lesbar ist. Er bezeichnet sich als Diener des Königs Wasusarma. Es folgt eine ungewöhnlich lange Fluchformel. Der Text endet mit den Taten des Tuwatis. Ein Tuwati(s) ist bekannt als Vater und Vorgänger Wasusarmas und wird in der Felsinschrift von Topada erwähnt. Da die Regierungszeit des Wasusarma bekannt ist, kann die Stele zwischen 740 und 730 v. Chr. datiert werden.

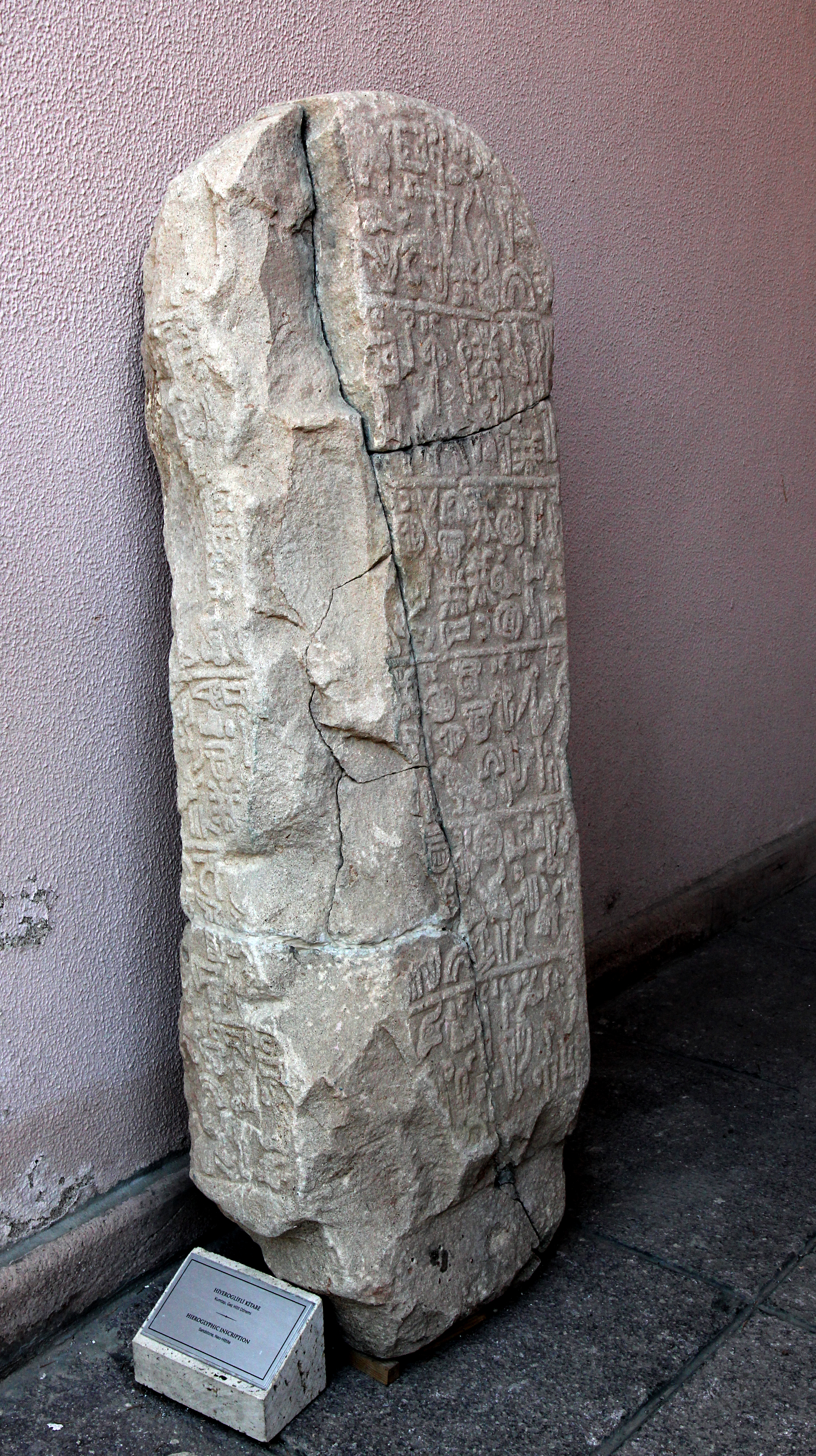
Rechte Seite und Rückseite
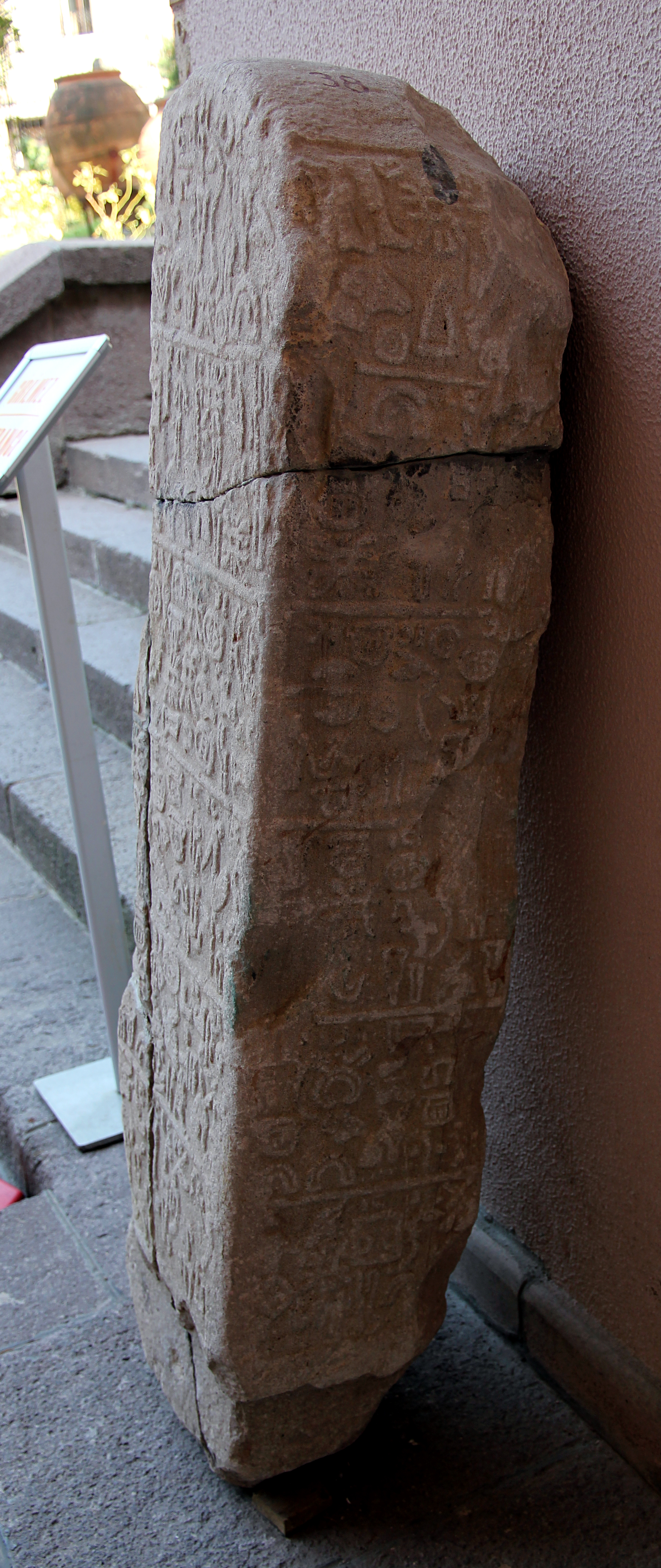
Linke Seite